# Tơ hồng vàng
Tơ hồng vàng (danh pháp hai phần: Cuscuta chinensis) là một loài thực vật có hoa trong họ Bìm bìm. Loài này được Lam. mô tả khoa học đầu tiên năm 1786.

## Hình ảnh

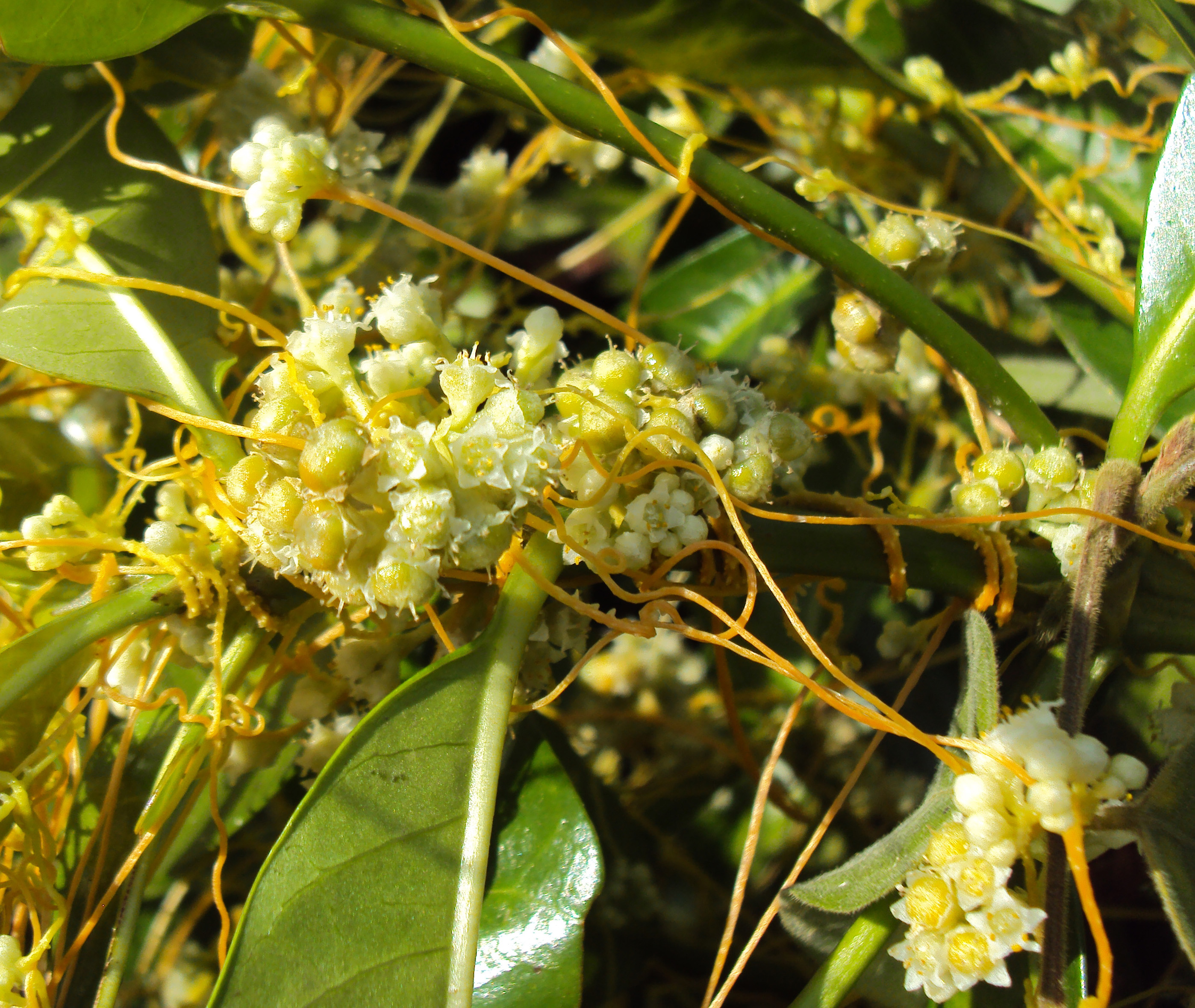
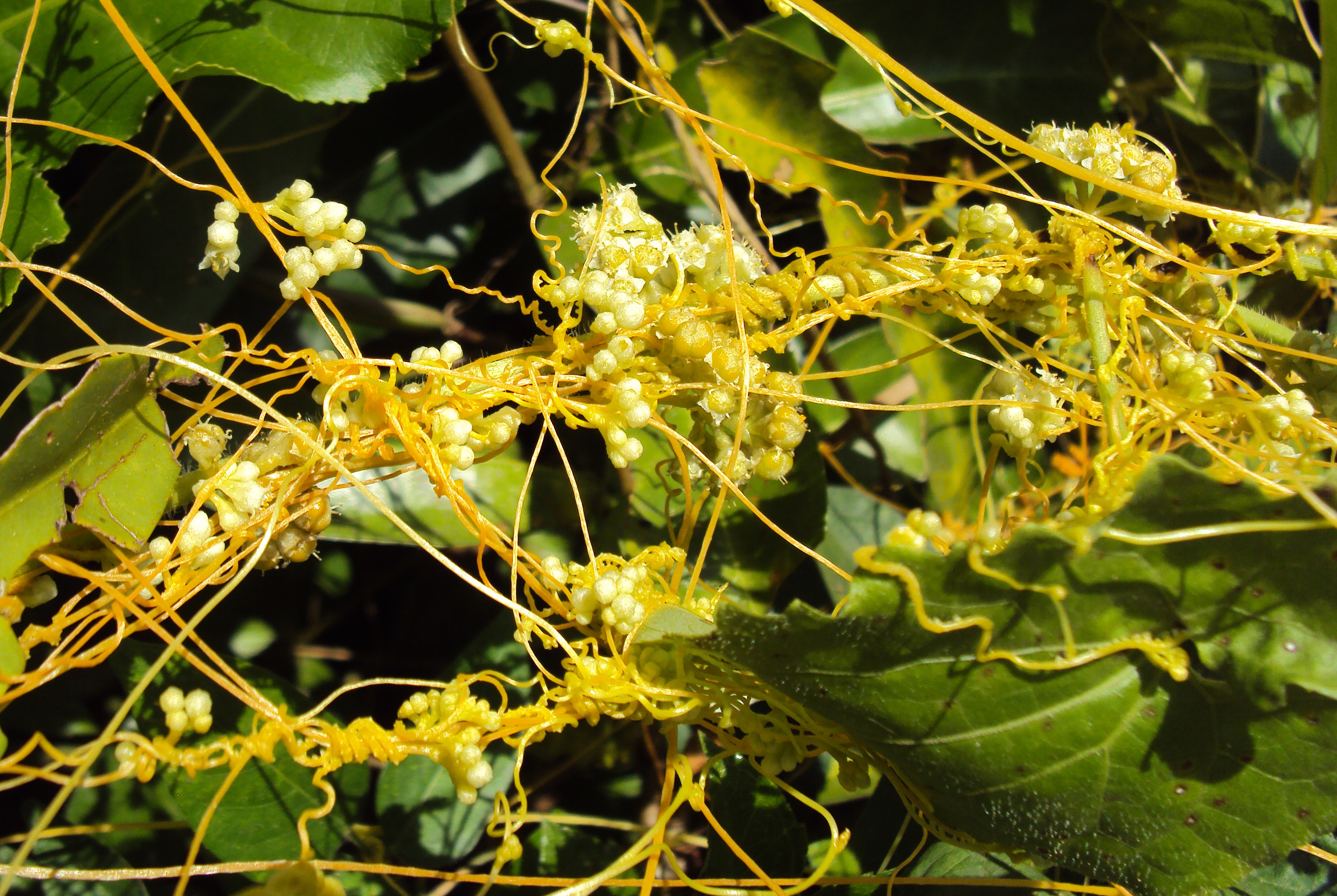
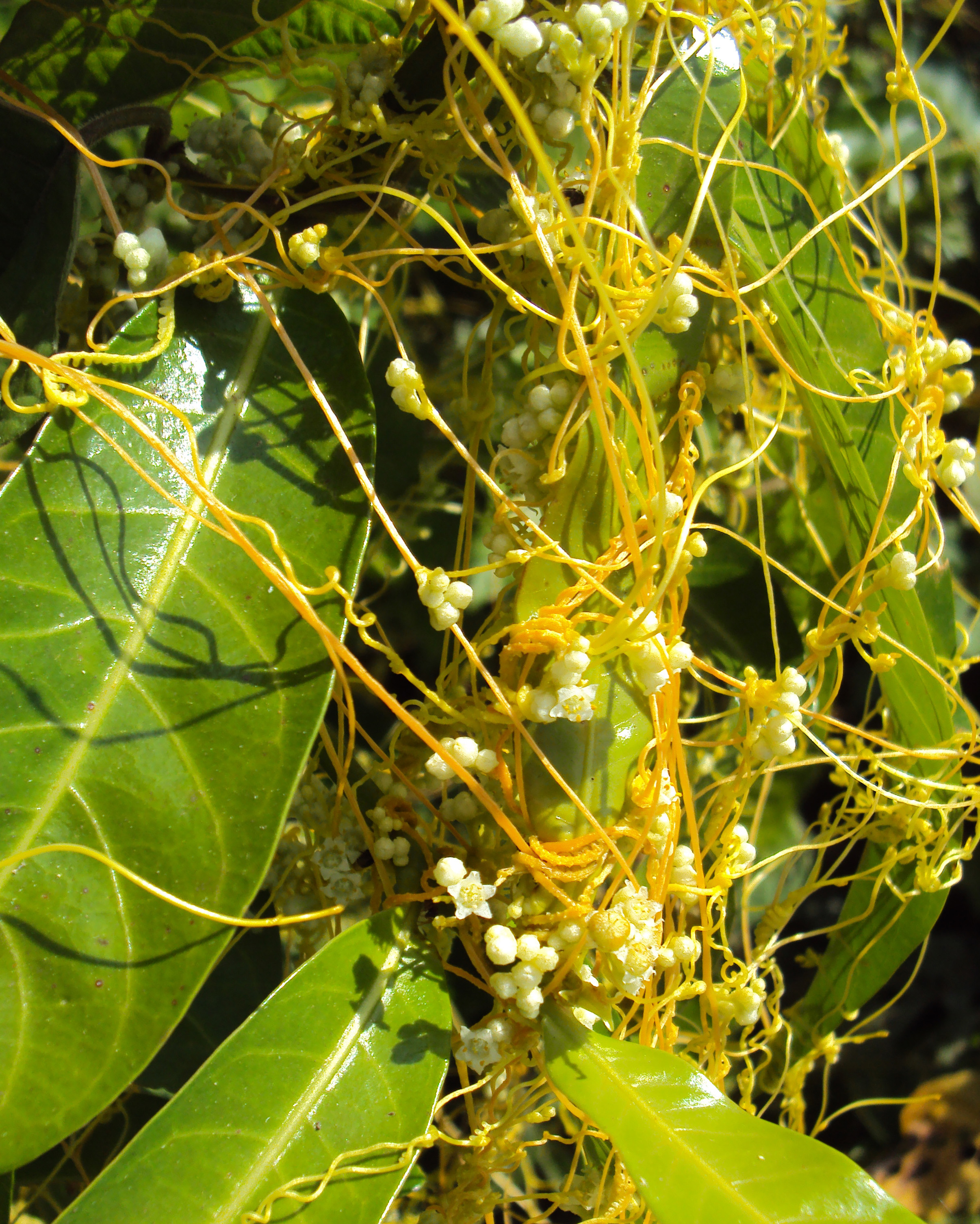
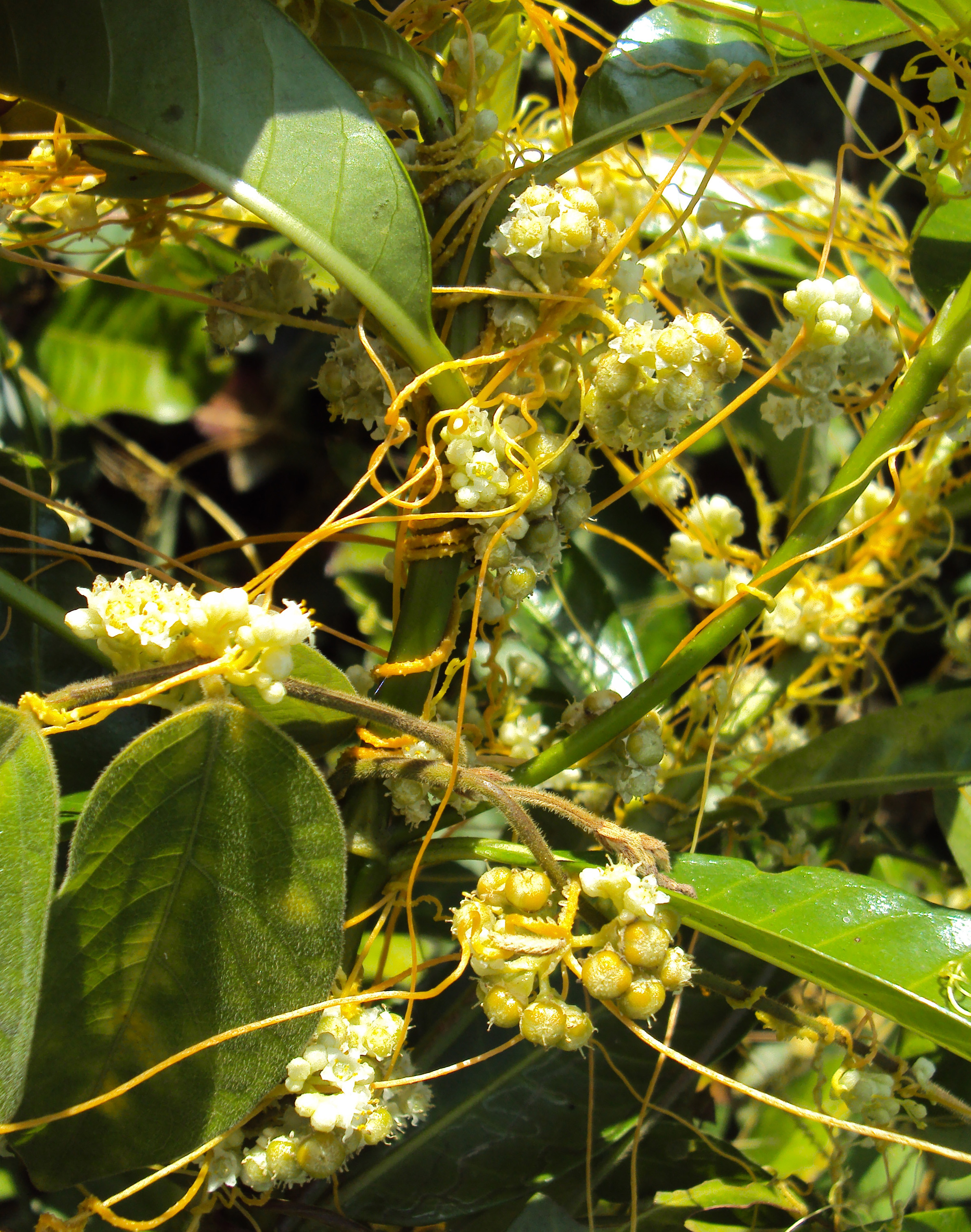